# Surfer Girls
Surfer Girls ist ein Disney-Channel-Film aus dem Jahr 2000 mit Camilla Belle in der Hauptrolle.

## Handlung
Sydney Miller ist eine 13-Jährige, die mit ihrem Vater und Stiefmutter Hawaii, die Heimat ihrer verstorbenen Mutter besucht. Sie entdeckt dabei ihre innere Stärke durch das Surfen sowie andere Schätze der Insel. Später findet sie heraus, warum ihr Vater mit ihr nach Hawaii geflogen ist. Sie hat eine große Menge Land geerbt, das ohne sie in Staatsbesitz übergehen würde und an eine Hotelkette verkauft würde. Diese möchte dabei die Strände für Surfer sperren. Nachdem Sydney mehr über ihre Mutter, die Vergangenheit und die Schönheit der Insel gelernt hat, kann sie das Grundstück nicht mehr verkaufen.

## Kritik
„Konventioneller Familienfilm aus den Disney-Studios nach üblichen Mustern.“